# Bembecinus tridens
Bembecinus tridens ist ein Hautflügler aus der Familie der Crabronidae.

## Merkmale
Die Tiere erreichen eine Körperlänge von 7 bis 11 Millimetern. Ihr Körper ist schwarz-gelb gefärbt. Die gelbe Binde auf dem ersten Tergit des Hinterleibs ist fast immer durchgehend, was die Art von Bembecinus hungaricus unterscheidet, deren Binde unterbrochen ist. Die Cubitalzelle 2 ist ungestielt. 

## Vorkommen
Die Art kommt in Nordafrika, Süd- und Mitteleuropa und östlich bis nach Zentralasien vor. Die nördliche Grenze ihrer Verbreitung verläuft durch den Norden Deutschlands. Sie besiedelt Flugsandgebiete und Silbergrasfluren. Die Tiere fliegen in einer Generation von Anfang Juni bis Ende August. Die Art kommt in Mitteleuropa sehr selten vor.

## Lebensweise
Die Weibchen von Bembecinus tridens betreiben Brutpflege und haben eine ähnliche Lebensweise wie die Kreiselwespe (Bembix rostrata). Das Ei wird in der Zelle abgelegt und erst anschließend wird die Nahrung, kleine Zikadenarten, eingebracht. Die Art wird von Hedychrum chalybaeum parasitiert.